# ONE Friday Fights 28
ONE Friday Fights 28: Kongsuk vs. Jaosuayai (también conocido como ONE Lumpinee 28) fue un evento de deportes de combate producido por ONE Championship llevado a cabo el 11 de agosto de 2023, en el Lumpinee Boxing Stadium en Bangkok, Tailandia.

## Historia
El evento fue encabezado por una pelea de muay thai de peso mosca entre Kongsuk Fairtex  y Jaosuayai Sor Dechapan.

## Bonificaciones
Los siguientes peleadores recibieron bonos de ฿350.000.
- Actuación de la Noche: Suriyanlek Por.Yenying, Antar Kacem, Chanajon PK.Saenchai y Suablack Tor.Pran49